# 訃報 1999年7月
訃報 1999年7月（ふほう 1999ねん7がつ）では、1999年（平成11年）7月中に物故した、又は物故が報じられた人物についてまとめる。

## （1日 - 15日）

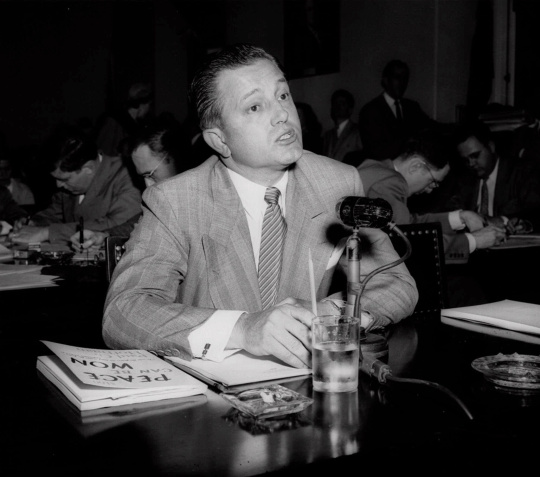
エドワード・ドミトリク／7月1日没

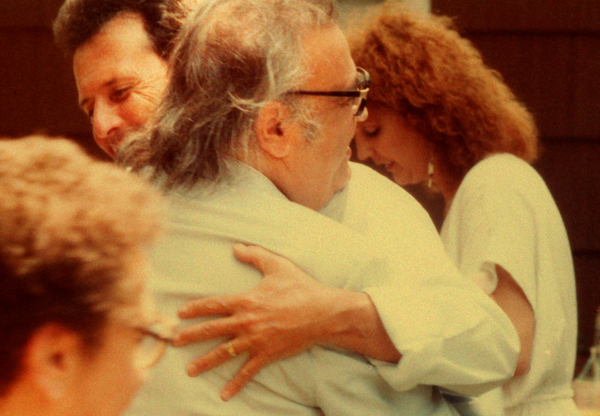
マリオ・プーゾ／7月2日没

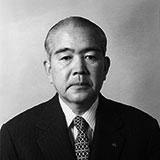
土田國保／7月4日没

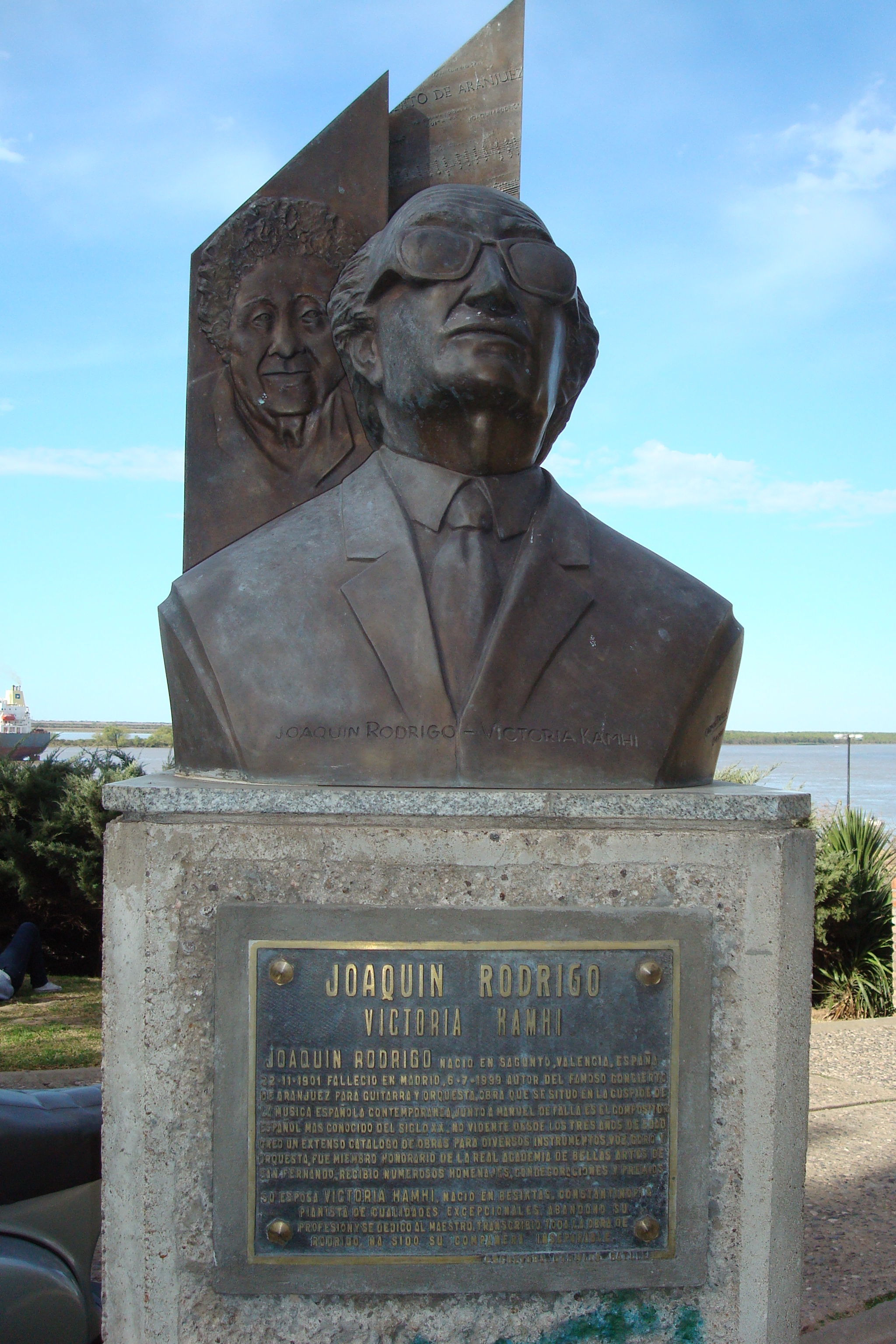
ホアキン・ロドリーゴ／7月6日没

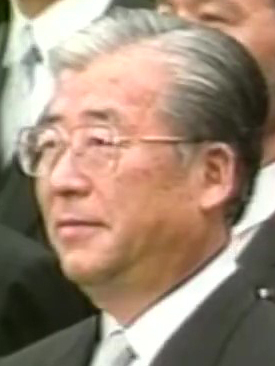
山花貞夫／7月14日没

- 7月1日 - エドワード・ドミトリク、映画監督（* 1908年）
- 7月2日 - マリオ・プーゾ、小説家・映画脚本家（* 1920年）
- 7月4日 - 土田國保、警察官僚、第70代警視総監（* 1922年）[1]
- 7月5日 - 四代目三遊亭小圓馬、落語家（* 1925年）
- 7月5日 - ダニー飯田、作詞家・作曲家・編曲家、ダニー飯田とパラダイス・キングのリーダー（* 1934年）
- 7月6日 - ホアキン・ロドリーゴ、作曲家（* 1901年）
- 7月7日 - 光瀬龍、SF作家（* 1928年）
- 7月8日 - テルターク・エレメール、フィギュアスケート選手（* 1918年）
- 7月8日 - 内藤国夫、ジャーナリスト（* 1937年）
- 7月9日 - 橋爪浩一、俳優（* 1972年）
- 7月10日 - 依田光正、作曲家（* 1927年)
- 7月12日 - 岩橋英遠、日本画家（* 1903年）
- 7月12日 - 牛島秀彦、ノンフィクション作家、評論家（* 1935年）
- 7月14日 - 山花貞夫、政治家、第12代日本社会党委員長、元政治改革担当大臣（* 1936年）

## （16日 - 31日）

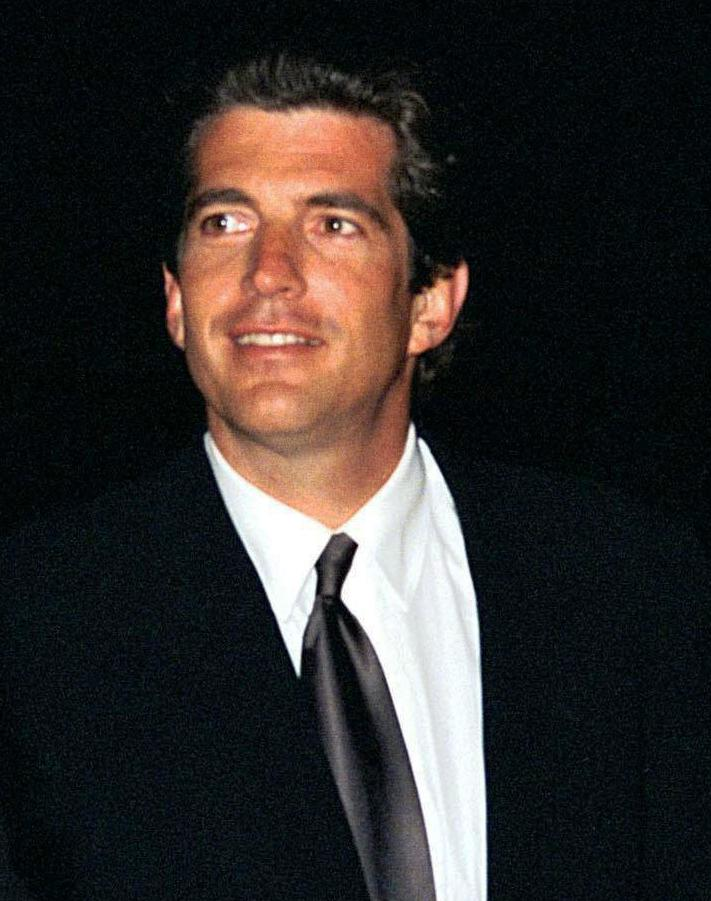
ジョン・フィッツジェラルド・ケネディ・ジュニア／7月16日没

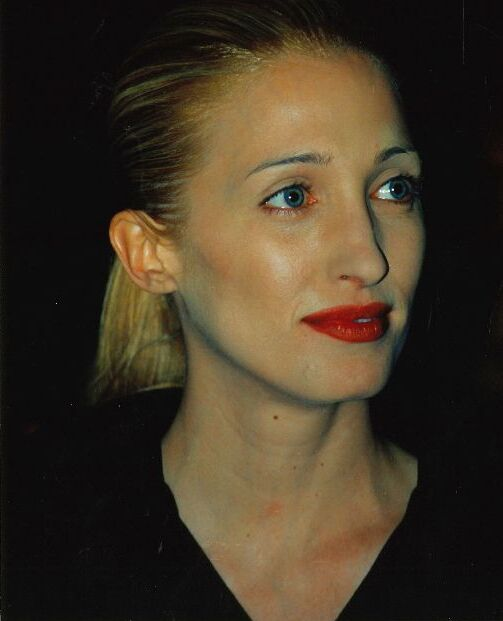
キャロリン・ベセット＝ケネディ／7月16日没

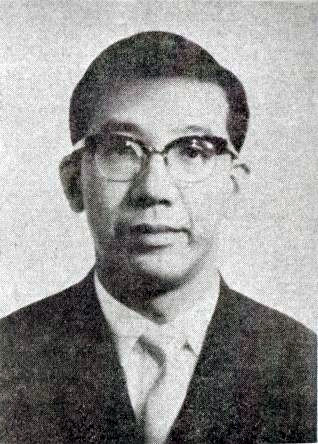
江藤淳／7月21日没

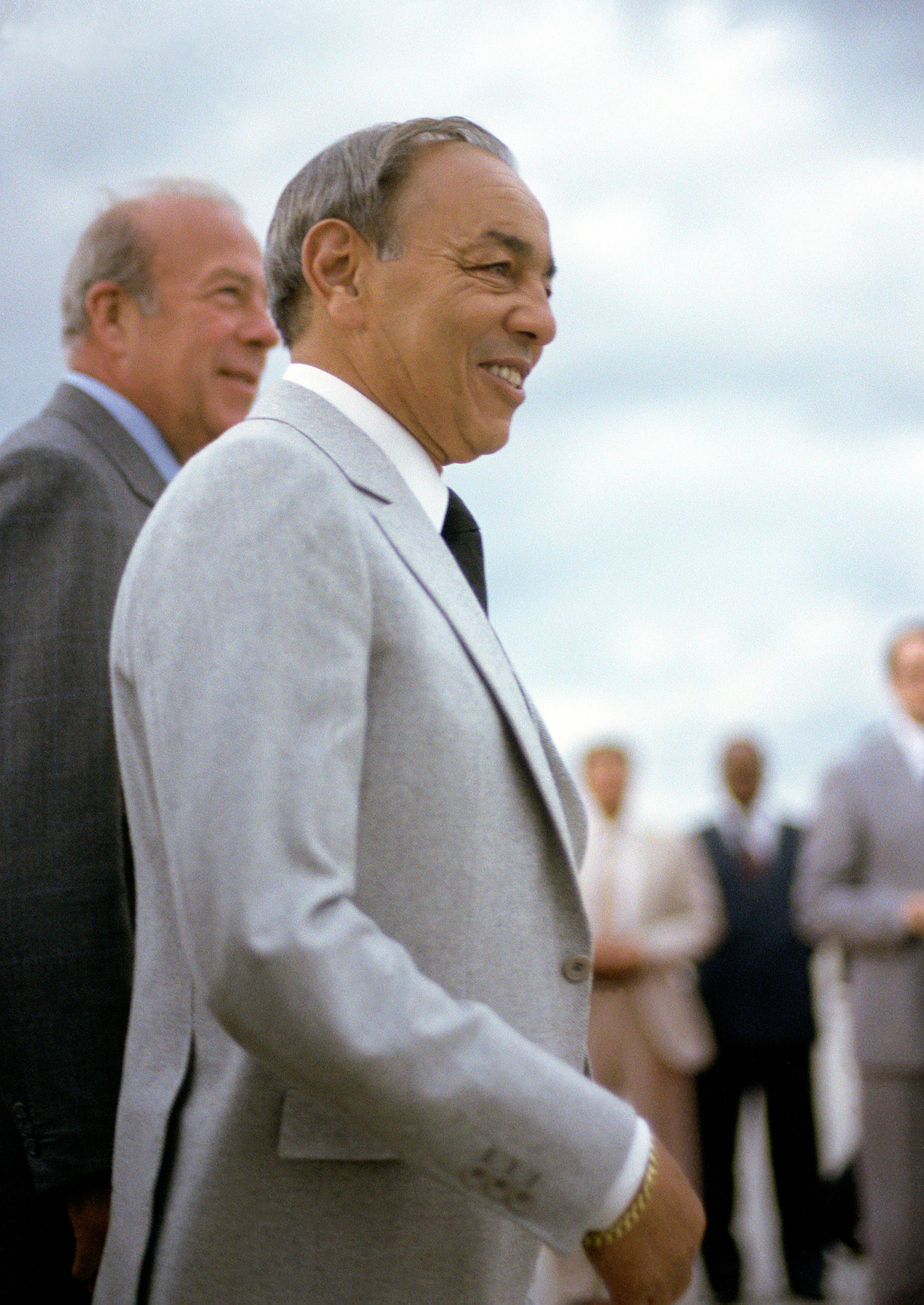
ハサン2世／7月23日没

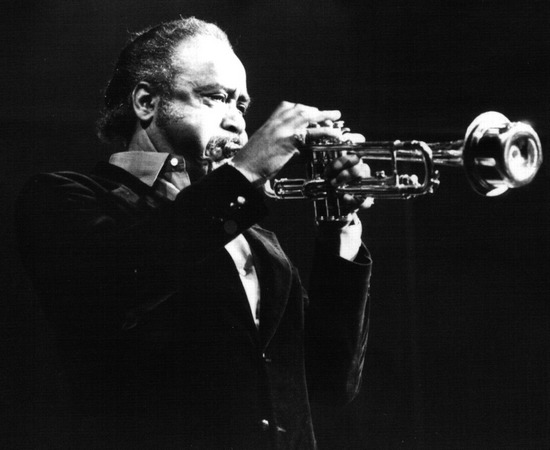
ハリー・エディソン／7月27日没

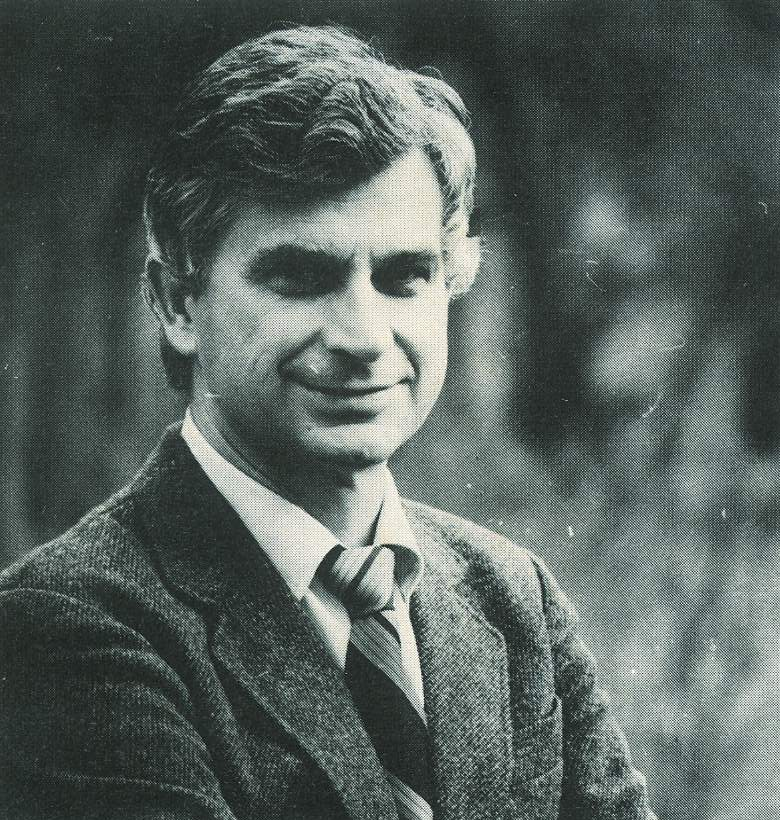
アナトリー・ソロヴィアネンコ／7月29日没

- 7月16日 - アンドレ・マルティネ、言語学者（* 1908年）
- 7月16日 - ジョン・フィッツジェラルド・ケネディ・ジュニア、弁護士・法律家・出版者、ジョン・F・ケネディの長男（* 1960年）
- 7月16日 - キャロリン・ベセット＝ケネディ、ジョン・フィッツジェラルド・ケネディ・ジュニアの妻（* 1966年）
- 7月16日 - 柳原尋美、カントリー娘。メンバー（* 1979年）
- 7月19日 - 井狩彌治郎、実業家、大丸社長（* 1905年）
- 7月21日 - 江藤淳、評論家（* 1932年）
- 7月23日 - ハサン2世、モロッコ国王（* 1929年）
- 7月24日 - 法眼晋作、外交官（* 1910年）
- 7月27日 - 羽生田進、政治家・眼科医（* 1910年）
- 7月27日 - ハリー・エディソン、ジャズトランペット奏者（* 1915年）
- 7月27日 - フェドン・キジキス、ギリシャの軍人・大統領（* 1917年）
- 7月27日 - 大龍隆寛、元大相撲力士（* 1944年）
- 7月29日 - 辻邦生、小説家（* 1925年）
- 7月29日 - アナトリー・ソロヴィアネンコ、ウクライナの歌手（* 1932年）
- 7月30日 - 古田昌幸、元野球選手（* 1933年）